# BNP Paribas Open 2019
BNP Paribas Open 2019 — ежегодный профессиональный теннисный турнир, в 46-й раз проводившийся в небольшом калифорнийском городке Индиан-Уэллс на открытых хардовых кортах. Мужской турнир имеет категорию ATP Masters 1000, а женский — WTA Premier Mandatory.
Соревнование открывало мини-серию из двух турниров, основная сетка которых играется более 1 недели (следом намечен турнир в Майами).
Соревнования были проведены на кортах Indian Wells Tennis Garden — с 4 по 17 марта 2019 года.
Прошлогодние победители:
- мужчины одиночки —  Хуан Мартин дель Потро.
- женщины одиночки —  Наоми Осака.
- мужчины пары —  Джон Изнер /  Джек Сок.
- женщины пары —  Се Шувэй /  Барбора Стрыцова.

## Общая информация
Мужской одиночный турнир собрал восемь представителей топ-10 мирового рейтинга. На турнире не выступил его прошлогодний победитель и № 5 в мире в мире на тот момент Хуан Мартин дель Потро из-за травмы колена. В последний момент снялся с турнира № 6 в мире Кевин Андерсон из-за травмы локтя. Первым номером посева стал лидер мировой классификации и пятикратный чемпион турнира Новак Джокович. Серб не смог выступить хорошо и в третьем раунде проиграл немцу Филиппу Кольшрайберу. Вторым номера посева был трёхкратный чемпион местного турнира Рафаэль Надаль. Испанец смог добраться до полуфинал, где не смог выйти на матч против пятикратного победителя турнира и прошлогоднего финалиста Роджера Федерера. Швейцарец в свою очередь обеспечил себе третий финал подряд в Индиан-Уэллсе и девятый за всю карьеру. Как и год назад, Федерер не смог выиграть решающий матч. На этот раз ему нанёс поражение седьмой номер посева Доминик Тим. Для австрийца титул в Индиан-Уэллсе стал первым в карьере в рамках серии Мастерс. Он стал первым представителем Австрии, победившим здесь в любом разряде. В основном турнире приняли участие три представителя России, из них лучше всех выступил Карен Хачанов, который смог выйти в четвертьфинал.
В мужском парном разряде победу одержала пара, не имевшая изначального посева, Никола Мектич и Орасио Себальос, которые в решающем матче переиграли шестых номеров посева Лукаша Кубота и Марсело Мело. Прошлогодние чемпионы Джон Изнер и Джек Сок не защищали свой титул, однако Изнер принял участие в турнире в дуэте с Сэмом Куэрри и они проиграли в первом раунде № 1 посева Николя Маю и Пьеру-Югу Эрберу.
В женском одиночном турнире смогли сыграть все теннисистки из топ-20. Возглавила посев лидер мировой классификации и прошлогодняя чемпионка Наоми Осака. Японская теннисистка на этот раз дошла до четвёртого раунда, где проиграла № 23 посева Белинде Бенчич. Под вторым номера была посеяна чемпионка 2015 года Симона Халеп, но она также проиграла на стадии четвёртого раунда. До первого полуфинала в итоге смогли добраться Белинда Бенчич и восьмой номер посева Анжелика Кербер. В нижней части сетки до полуфинала дошли Бьянка Андрееску, которая выступила на турнире, благодаря уайлд-кард и № 6 посева Элина Свитолина. В решающей матч смогли пробиться Кербер и главная сенсация турнира Андрееску. По итогу 18-летняя канадская теннисистка смогла завоевать титул, обыграв в финале Кербер в трёх сетах. Андрееску стала первой теннисисткой с уайлд-кард, победившей в Индиан-Уэллсе. Также она стала второй по молодости чемпионкой местного турнира после победы в 1999 году Серены Уильямс. Женский одиночный турнир второй год подряд выиграла теннисистка, для которой титул стал первым в карьере в рамках WTA-тура (в прошлом году победила Осака). Андрееску стала первым представителем Канады, кому удалось победить в Индиан-Уэллсе в мужском или женском одиночном разряде. Всего в основной сетке турнира приняло участие четыре представительницы России и лишь две из них: Екатерина Александрова и Наталья Вихлянцева, добрались до третьего раунда.
Парный приз у женщин достался дуэту Элизе Мертенс и Арина Соболенко, которые не имели посева. В финале они переиграли первых номеров посева Барбору Крейчикову и Катерину Синякову. Прошлогодние победительницы Се Шувэй и Барбора Стрыцова защищали свой титул в качестве третьих номеров посева, однако в четвертьфинале они уступили № 8 посева Латише Чан и Чжань Хаоцин.

## Соревнования

### Одиночный турнир

#### Мужчины
Доминик Тим обыграл  Роджера Федерера со счётом 3-6, 6-3, 7-5.
- Тим выиграл 1-й одиночный титул в сезоне и 12-й за карьеру в основном туре ассоциации.
- Федерер сыграл 2-й одиночный финал в сезоне и 153-й за карьеру в основном туре ассоциации.

#### Женщины
Бьянка Андрееску обыграла  Анжелику Кербер со счётом 6-4, 3-6, 6-4.
- Андрееску выиграла дебютный титул в туре ассоциации.
- Кербер сыграла 1-й одиночный финал в сезоне и 29-й за карьеру в туре ассоциации.

### Парный турнир

#### Мужчины
Никола Мектич /  Орасио Себальос обыграли  Лукаша Кубота /  Марсело Мело со счётом 4-6, 6-4, [10-3].
- Мектич выиграл 2-й парный титул в сезоне и 6-й за карьеру в основном туре ассоциации.
- Себальос выиграл 2-й парный титул в сезоне и 12-й за карьеру в основном туре ассоциации.

#### Женщины
Элизе Мертенс /  Арина Соболенко обыграли  Барбору Крейчикову /  Катерину Синякову со счётом 6-3, 6-2.
- Мертенс выиграла 1-й парный титул в сезоне и 7-й за карьеру в туре ассоциации.
- Соболенко выиграла дебютный парный титул в туре ассоциации.